# Bad Sooden-Allendorf
Bad Sooden-Allendorf település Németországban, Hessen tartományban. Lakosainak száma 8370 fő (2023. december 31.).

## Népesség
A település népességének változása:
| Lakosok száma | 4006 | 6306 | 9549 | 10 259 | 9864 | 9552 | 9418 | 9075 | 8594 | 8370 |
|               | 1914 | 1960 | 1975 | 1995   | 1998 | 2002 | 2005 | 2009 | 2017 | 2023 |